# Susanna Horenbout

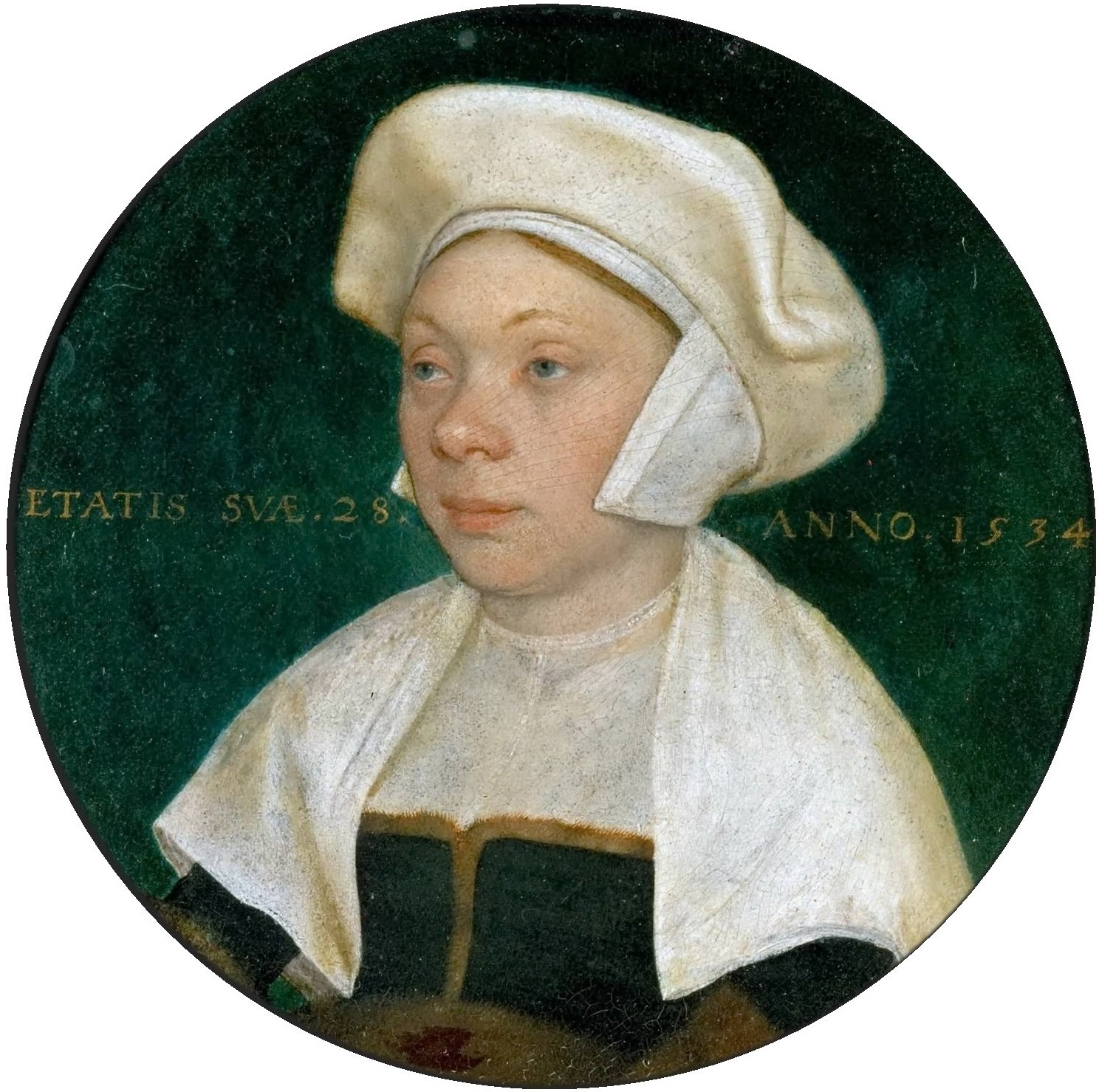
Mutmaßliches Porträt Susanna Horenbouts, von Hans Holbein der Jüngere, 1534

Susanna Horenbout (* um 1503; † um 1550; auch Susannah Hornebolt) war eine flämische Buchmalerin und die erste für England belegte Malerin. Sie gehörte zu einer großen Zahl früher Malerinnen und Maler, die in den Werkstätten ihrer Familien arbeiteten, deren Werke heute jedoch nicht mehr überliefert sind.

## Leben
Susanna Horenbout wurde etwa um das Jahr 1503 als Tochter des angesehenen Genter Porträt- und Buchmalers Gerard Horenbout geboren, der als Hofmaler in Diensten der Statthalterin der Niederlande Margarete von Österreich stand. Zusammen mit ihrem Bruder Lucas wurde sie in seiner Werkstatt ausgebildet, wo Albrecht Dürer sie im Mai 1521 kennenlernte und beeindruckt in seinem Reisetagebuch niederschrieb:

„Meister Gerhardt, Illuminist, hat ein Töchterlein um die 18 Jahre alt namens Susanna, die eine kolorierte Seite, einen Heiland, angefertigt hat, für die ich ihr einen Gulden bezahlt habe. Es ist ein großes Wunder, dass eine Frau so viel leisten kann.“

Irgendwann zwischen 1522 und 1525 traten die Horenbouts in den Dienst König Heinrich VIII. von England ein, der in dieser Zeit viele Maler vom Kontinent an seinen Hof holte. Es ist möglich, dass Susanna und Lucas vor ihrem bereits etwa 60-jährigen Vater nach England gingen, vielleicht wanderte die Familie aber auch gemeinsam aus. Laut dem italienischen Chronisten Lodovico Guicciardini in seinem Werk Descrittione di tutti i Paesi-Bassi von 1567, war Susanna in der Miniatur- und Buchmalerei so begabt, dass "König Heinrich VIII. sie mit großen Geschenken und großer Versorgung nach England brachte, wo sie viele Jahre in großer Gunst und Dankbarkeit des ganzen Hofes lebte und dort reich und geehrt starb.". Die Horenbouts könnten sich entschieden haben nach England zu gehen, weil der Hof in Mechelen Gerard oft seine Bezahlung als Hofmaler schuldig blieb, Paget spekuliert dagegen sie könnten Lutheraner gewesen sein und am englischen Hof Zuflucht gesucht haben, weil dieser zu jener Zeit stark unter protestantischen Einfluss stand.
In England heiratete Susanna Horenbout John Parker, der als Yeoman of the Wardrobe und keeper of the Palace of Westminster einen hohen Rang im Haushalt des Königs bekleidete und in London und Fulham Land besaß. Die Ehe blieb kinderlos. Im Gegensatz zu ihrem Bruder wurde Susanna in England nicht offiziell als Malerin bezahlt, auch wenn sie möglicherweise in seiner Werkstatt tätig war. Zusammen mit ihrem Mann erhielt sie an Neujahr 1532 einen goldenen Becher als königliches Geschenk und wird als "Edeldame" erwähnt, was auf ihren hohen Status bei Hofe schließen lässt.
Parker starb 1537 oder 1538. Danach vermählte sie sich mit John Gymlyn.
Keines ihrer Werke ist der heutigen Zeit noch erhalten. Sie wurde neben ihrer Funktion als Malerin in einigen Texten auch als Hofdame bezeichnet. Allerdings wurde 2024 in Portrait Mary Tudor identifiziert, das wahrscheinlich 1546 von Susanna Horenbout gemalt wurde.